# Alfred Erichson
Pour les articles homonymes, voir Erichson.
Alfred Erichson, né le 16 juin 1843 à Munster (Haut-Rhin) et mort le 12 avril 1901 à Gênes (Italie), est un pasteur protestant, historien et philologue alsacien. Il fut le directeur du Stift, ou Collège Saint-Guillaume, de Strasbourg, de 1873 à sa mort.
Il est l'auteur de nombreuses publications, en français, en allemand et en latin.